# Grigori Samuilovich Frid
Grigory Samuilovich Frid (Sant Petersburg, 2 de setembre, 1915 – Moscou, 22 de setembre, 2012), va ser un compositor soviètic i rus. Artista Honorífic de la RSFSR (1986).

## Biografia
Va néixer a la llavors Leningrad, en una família de músics que vivien a Bolshoi Prospekt, a l'illa Vasilievski, a l'edifici 36. El seu pare, Samuil Borisovich Frid (1884-1962), natural de Priluki, es va graduar a l'Escola de Música de Kíev en violí, va ser periodista musical i escriptor, i entre 1922 i 1923 va ser el redactor en cap de la revista de Moscou "Teatre i Música" (que ell va fundar). La mare Raisa Grigoryevna Ziskind (1882-1946) va ser pianista i es va graduar al Conservatori de Sant Petersburg (1912). El 1927, el seu pare va ser arrestat, condemnat en virtut de l'article 58-10 i va passar 3 anys a Solovki, i després 3 anys a l'exili a Sibèria. Després del seu arrest, la família es va traslladar a Orel (on vivia el germà de la seva mare), i més tard al lloc on el seu pare va ser exiliat a Irkutsk.
Alumne del compositor i professor de música G. I. Litinsky. De 1936 a 1939 va ensenyar teoria musical a l'Estudi Nacional del Conservatori Estatal de Moscou. El 1939 es va graduar al Conservatori Estatal de Moscou a la classe de composició de Vissarion Xebalín. De 1939 a 1945 va servir a l'Exèrcit Roig. Participant de la Gran Guerra Patriòtica. Membre del PCUS des del 1944. El germà petit, Pavel (1923-1942), va morir al front.
El 1948 va completar els seus estudis de postgrau (supervisor: Vissarion Xebalín). De 1947 a 1961 va ensenyar composició a l'Escola de Música del Conservatori Estatal de Moscou.
El 1965, va organitzar i dirigir el Club de Música Juvenil de Moscou (MYMC) a la Casa de Compositors de tota la Unió (Moscou), i el va dirigir durant 47 anys, fins al 2012. El 1975, l'estrena del Rèquiem de Schnittke va tenir lloc al Teatre Musical de Moscou.
Autor de monoòperes, obres simfòniques, concerts vocals i instrumentals, romances, música infantil, música per a representacions dramàtiques, programes de ràdio i pel·lícules. A mitjans dels anys seixanta es va interessar per la pintura. Autor de més de 40 pintures: retrats, paisatges i natures mortes. El 1986 va ser guardonat amb el títol d'Artista Honorífic de la RSFSR. Autor del llibre de memòries “En el camí cap a la memòria ferida” (Moscou: Fundació Benèfica “Prosveshchenie”, 1994. — 372 p.).
Va morir el 22 de setembre de 2012 a Moscou, el dia que feia 97 anys. Va ser enterrat al cementiri de Donskoy.

## Família
- Avi - Girsh Faibishevich (Grigory Pavlovich) Ziskind,[7] fill d'un comerciant de Kursk del primer gremi, era el propietari de l'estudi fotogràfic "Vienna Photography" a la casa Mogilevtsev al carrer Moskovskaya de Bryansk (1881-1917) i de la seva sucursal a la casa Bortnikov al carrer Karachevskaya de Bezhitsa (1899-1916),[8] que després de la seva mort van passar a ser propietat de la seva vídua Sarah Mordukhovna (Sofia Matveyevna) Ziskind. El seu fill A. G. Ziskind (oncle de G. S. Frid) també tenia un estudi fotogràfic a Orel. El germà de l'avi, Leib Faibishevich Ziskind (1846-1911), va ser un dels primers comerciants gremials de Kursk, dedicat al comerç de gra.
- Primera esposa: Ekaterina Mikhailovna Frid, fisiòloga de l'activitat nerviosa superior.[9]
  - Fill - Pavel (1948-1978), matemàtic.
  - Filla: Maria (nascuda el 1957), fisiòloga, autora d'articles científics.[10]
- Segona esposa: Alla Mitrofanovna Ispolatovskaya (nascuda el 1936), musicòloga.[11]

## Obres
- monoòperes: "El diari d'Anna Frank" (1969), "Cartes de Van Gogh" (1975)
- 4 simfonies (1939, 1950, 1955, 1964)
- 4 concerts: per a violí i orquestra (1955), per a viola i orquestra (1967), per a orquestra simfònica (1968), per a trombó i orquestra (1968)
- 9 sonates: 2 sonates per a violoncel i piano (1951, 1957), 3 sonates per a clarinet i piano (1966, 1971), per a viola i piano (1971), per a oboè i piano (1971), 2 sonates per a piano (1973, 1974), per a tres clarinets (1974)
- 5 quartets de corda (1936, 1947, 1949, 1958, 1977)
- 6 peces per a quartet de corda (1972)
- Cicles vocals i simfònics "Un passeig per Moscou" per a soprano, baix i orquestra simfònica (1953) i "Federico García Lorca - Poesia" per a soprano, tenor, piano, clarinet, violoncel i percussió (1973)
- Romanços per a veu i piano sobre els versos d'A. S. Pushkin (1949) i sonets de Shakespeare (1959)

altres obres instrumentals i vocal-instrumentals

## Filmografia
- 1955 — Fum al bosc (curtmetratge)
- 1958 — Arena de l'Amistat
- 1965 — Pàgines del calendari (curt)
- 1972 — La veritat és bona, però la felicitat és millor (actuació cinematogràfica)
- 1975 — El bosc (pel·lícula-actuació)
- 1976 — Timur i el seu equip
- 1978 — Vassa Zheleznova (performance cinematogràfica)
- 1978 — Mariscal de la Revolució
- 1980 — El crit del colimbó
- 1980 — L'estrany (pel·lícula-actuació)
- 1981 — Lenin a París
- 1983 — Recompensa — 1000 francs (actuació cinematogràfica)
- 1984 — La riba de la seva vida
- 1984 — Els millors anys
- 1985 — Gerds verds (actuació cinematogràfica)

## Obres dedicades a G.S. Fried
- F. V. Stroganov. "Suite en memòria de Grigory Frid" per a clarinet klezmer, violí, violoncel i piano